# Doug Liman
Douglas Eric Liman (Nova York, 24 de juliol de 1965) és un director i productor de cinema estatunidenc. És més conegut per haver dirigit la pel·lícula de ciència-ficció Al límit de l'endemà (2014) i sobretot el director de la primera pel·lícula de Jason Bourne en 2002.

## Biografia
Va començar a fer curts quan encara estava en la secundària. Va cursar estudis en la Universitat de Brown i va assistir al programa de postgrau en la Universitat del Sud de Califòrnia, on va iniciar el seu primer projecte en 1993, la comèdia- thriller Getting In.
Liman havia començat amb una comèdia anomenada Swingers, amb les actuacions de Vince Vaughn, Ron Livingston i Patrick van Horm. En 1999, va filmar Sense límits, que va recaptar 28,4 milions de dòlars a tot el món per a un pressupost de 6,5 milions.
Llimen va tenir un major èxit comercial en el seu thriller d'acció The Bourne Identity de 2002, una adaptació de la novel·la de Robert Ludlum. Va col·laborar a més com a productor en les últimes sagues, The Bourne Supremacy de 2004 i The Bourne Ultimatum de c2007, dirigides per Paul Greengrass.
També va dirigir Mr. & Mrs. Smith el 2005, sobre una parella d'assassins cada vegada més lluny del matrimoni, contractats per a matar-se l'u a l'altre. La cinta és protagonitzada per Brad Pitt i Angelina Jolie.
Va dirigir així mateix Jumper adaptada de la novel·la de Steven Gould sobre un noi que descobreix que té l'habilitat de teletransportarse d'un lloc a un altre.
En 2010, va dirigir Caça a l'espia, protagonitzada per Naomi Watts i Sean Penn basada en el cas Plame, i competiria per la Palma d'Or al 63è Festival Internacional de Cinema de Canes.
En 2014, va dirigir la pel·lícula de ciència-ficció i acció Al límit de l'endemà basada en All You Need Is Kill de Hiroshi Sakurazaka, La pel·lícula va ser protagonitzada per Tom Cruise i Emily Blunt i va ser aclamada per la crítica i es va convertir en un èxit de taquilla.

## Filmografia

### Cinema
Director
| Any  | Títol                | Director | Productor | DoP | Notes                                                  |
| ---- | -------------------- | -------- | --------- | --- | ------------------------------------------------------ |
| 1994 | Getting In           | Sí       | No        | No  |                                                        |
| 1996 | Swingers             | Sí       | No        | Sí  | MTV Movie Award al millor mou cineasta                 |
| 1999 | Sense límit          | Sí       | No        | Sí  | Nominada – Premi Independent Spirit al millor director |
| 2002 | The Bourne Identity  | Sí       | Sí        | No  |                                                        |
| 2005 | Mr. & Mrs. Smith     | Sí       | No        | No  |                                                        |
| 2008 | Jumper               | Sí       | No        | No  |                                                        |
| 2010 | Caça a l'espia       | Sí       | Sí        | Sí  | Nominada – Palma d'Or                                  |
| 2014 | Al límit de l'endemà | Sí       | Executiu  | No  | Nominated – Premi Saturn al millor director            |
| 2017 | The Wall             | Sí       | No        | No  |                                                        |
| 2017 | American Made        | Sí       | No        | No  |                                                        |
| 2021 | Locked Down          | Sí       | Executive | No  |                                                        |
| 2021 | Chaos Walking        | Sí       | No        | No  |                                                        |
| 2024 | Road House           | Sí       | No        | No  | Post-producció                                         |
| TBA  | The Instigators      | Sí       | No        | No  | Post-producció                                         |

Documental
- Justice (2023)

Productor
- Mail Order Wife (2004)

Productor executiu
- The Bourne Supremacy (2004)
- L'ultimàtum de Bourne (2007)
- The Killing Floor (2007)
- Knight Rider (2008; telefilm)
- Jason Bourne (2016)
- The Phantom (2021)

### Televisió
| Any(s)    | Tíol                      | Director | Productor executiu |
| --------- | ------------------------- | -------- | ------------------ |
| 2003–2004 | The O.C.                  | Sí       | Sí                 |
| 2006      | Heist                     | Sí       | Sí                 |
| 2008–2009 | Knight Rider              | No       | Sí                 |
| 2010–2014 | Covert Affairs            | No       | Sí                 |
| 2011–2012 | I Just Want My Pants Back | Sí       | Sí                 |
| 2011–2019 | Suits                     | No       | Sí                 |
| 2016      | Captive                   | No       | Sí                 |
| 2018–2019 | Impulse                   | Sí       | Sí                 |
| 2019      | Pearson                   | No       | Sí                 |
| 2022      | The Recruit               | Sí       | Sí                 |